# August Priske
August Priske Flyger, född 23 mars 2004, är en dansk fotbollsspelare som spelar för Djurgårdens IF. Han är son till tidigare fotbollsspelaren Brian Priske och föddes i Genk i Belgien under tiden som hans pappa spelade för KRC Genk.

## Klubbkarriär
Priske gick på lån till PSV Eindhoven i september 2021. Han inledde i deras U18-lag och gjorde sin seniordebut i Eerste Divisie i januari 2022, han gjorde mål direkt i en match som slutade 5-1 mot Almere City. Lånet förlängdes en säsong.
Priske återvände sen till Midtjylland till säsongen 2023-24 och debuterade i Superligaen mot Lyngby den 6 augusti 2023 i en match som slutade 1-4. Bara två veckor senare lånades han ut till holländska FC Eindhoven på ett 1-års lånekontrakt samtidigt som hans kontrakt med Midtjylland förlängdes till juni 2028. Efter lånet återvände han till Midtjylland.
Den 5 augusti presenterades han av Djurgårdens IF på ett kontrakt till slutet av säsongen 2028.

## Landslagskarriär
Priske har representerat Danmarks U-landslag på flera nivåer. Han debuterade för Danmarks U18-landslag den 1 juni 2022 i en match mot Ungern.

## Meriter

### FC Midtjylland
Superligaen: 2023-24

## Privatliv
Hans pappa Brian Priske gjorde 24 landskamper för Danmark och är numer tränare. Han har tidigare både spelat och tränat Midjtylland. I juni 2024 blev han utsedd till manager för nederländska Feyenoord.

## Statistik

### Klubblag
| Klubb                               | Säsong         | Liga           | Liga    | Liga | Liga   | Nationell cup | Nationell cup | Nationell cup | Internationell cup | Internationell cup | Internationell cup | Totalt  | Totalt | Totalt |
| Klubb                               | Säsong         | Division       | Matcher | Mål  | Assist | Matcher       | Mål           | Assist        | Matcher            | Mål                | Assist             | Matcher | Mål    | Assist |
| ----------------------------------- | -------------- | -------------- | ------- | ---- | ------ | ------------- | ------------- | ------------- | ------------------ | ------------------ | ------------------ | ------- | ------ | ------ |
| Jong PSV (lån)                      | 2021-22        | Eerste Divisie | 13      | 1    | 0      | —             | —             | —             | —                  | —                  | —                  | 13      | 1      | 0      |
| Jong PSV (lån)                      | 2022-23        | Eerste Divisie | 29      | 3    | 0      | —             | —             | —             | —                  | —                  | —                  | 29      | 3      | 0      |
| Jong PSV (lån)                      | Totalt         | Totalt         | 42      | 4    | 0      | —             | —             | —             | —                  | —                  | —                  | 42      | 4      | 0      |
| FC Midtjylland                      | 2023-24        | Superligaen    | 1       | 0    | 0      | —             | —             | —             | 0                  | 0                  | 0                  | 1       | 0      | 0      |
| FC Midtjylland                      | Totalt         | Totalt         | 1       | 0    | 0      | —             | —             | —             | 0                  | 0                  | 0                  | 1       | 0      | 0      |
| FC Eindhoven (lån)                  | 2023-24        | Eerste Divisie | 27      | 3    | 1      | 2             | 0             | 0             | —                  | —                  | —                  | 29      | 3      | 1      |
| FC Eindhoven (lån)                  | Totalt         | Totalt         | 27      | 3    | 1      | 2             | 0             | 0             | —                  | —                  | —                  | 29      | 3      | 1      |
| Djurgårdens IF                      | 2024           | Allsvenskan    | 8       | 0    | 0      | 1             | 4             | 1             | 6                  | 1                  | 0                  | 15      | 5      | 1      |
| Djurgårdens IF                      | Totalt         | Totalt         | 8       | 0    | 0      | 1             | 4             | 1             | 6                  | 1                  | 0                  | 15      | 5      | 1      |
| Hela karriären                      | Hela karriären | Hela karriären | 78      | 7    | 1      | 3             | 4             | 1             | 6                  | 1                  | 0                  | 87      | 12     | 2      |
| Senast uppdaterad 17 november 2024. |                |                |         |      |        |               |               |               |                    |                    |                    |         |        |        |

### Landslag
| Landslag                            | År     | Totalt  | Totalt | Totalt |
| Landslag                            | År     | Matcher | Mål    | Assist |
| ----------------------------------- | ------ | ------- | ------ | ------ |
| Danmark U18                         | 2022   | 2       | 0      | 0      |
| Danmark U19                         | 2022   | 2       | 2      | 0      |
| Danmark U19                         | 2023   | 3       | 0      | 1      |
| Danmark U20                         | 2023   | 2       | 1      | 1      |
| Danmark U20                         | 2024   | 2       | 0      | 0      |
| Totalt                              | Totalt | 11      | 3      | 2      |
| Senast uppdaterad 17 november 2024. |        |         |        |        |